# Terasovité pole

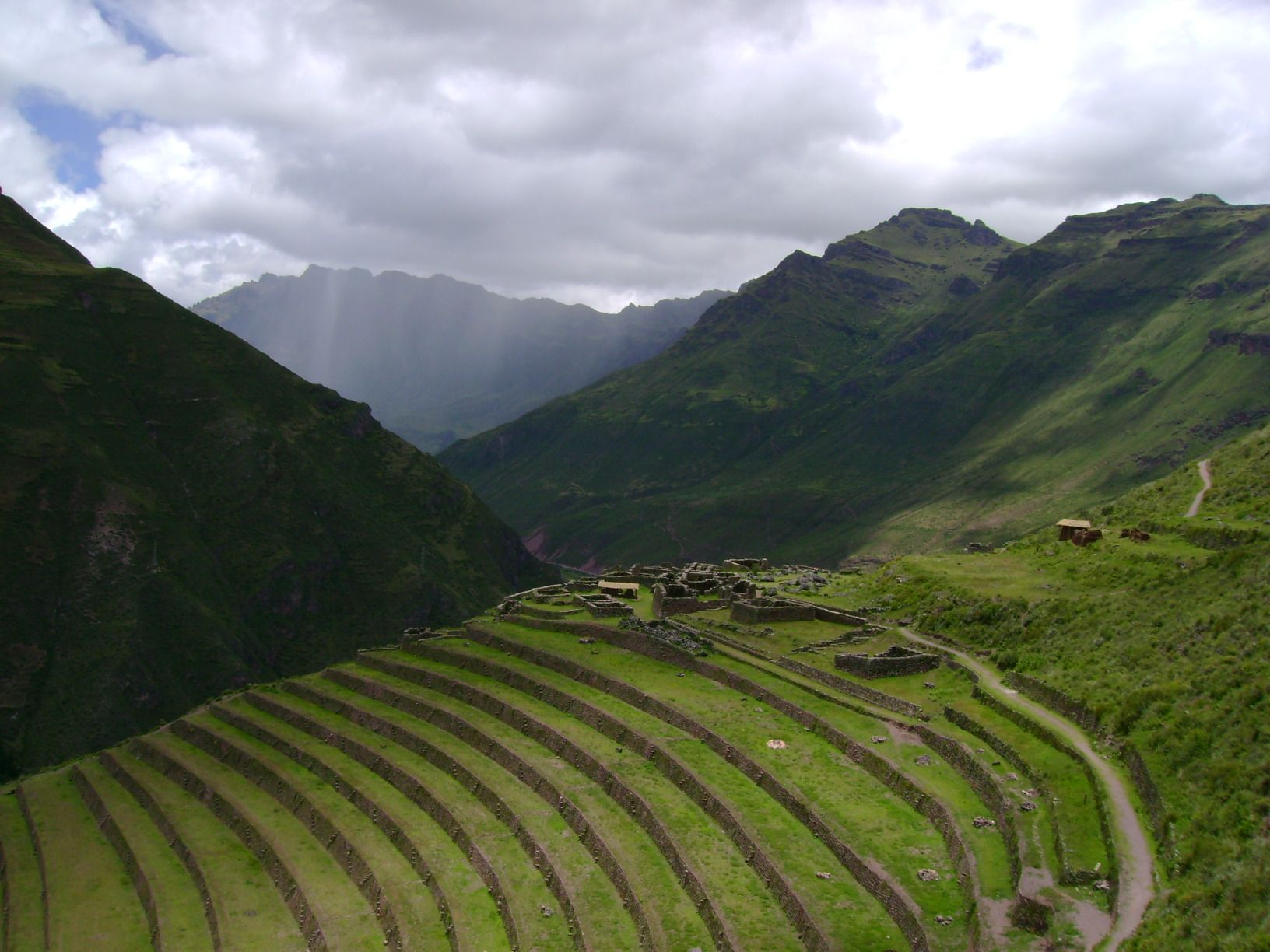
Terasy v Peru

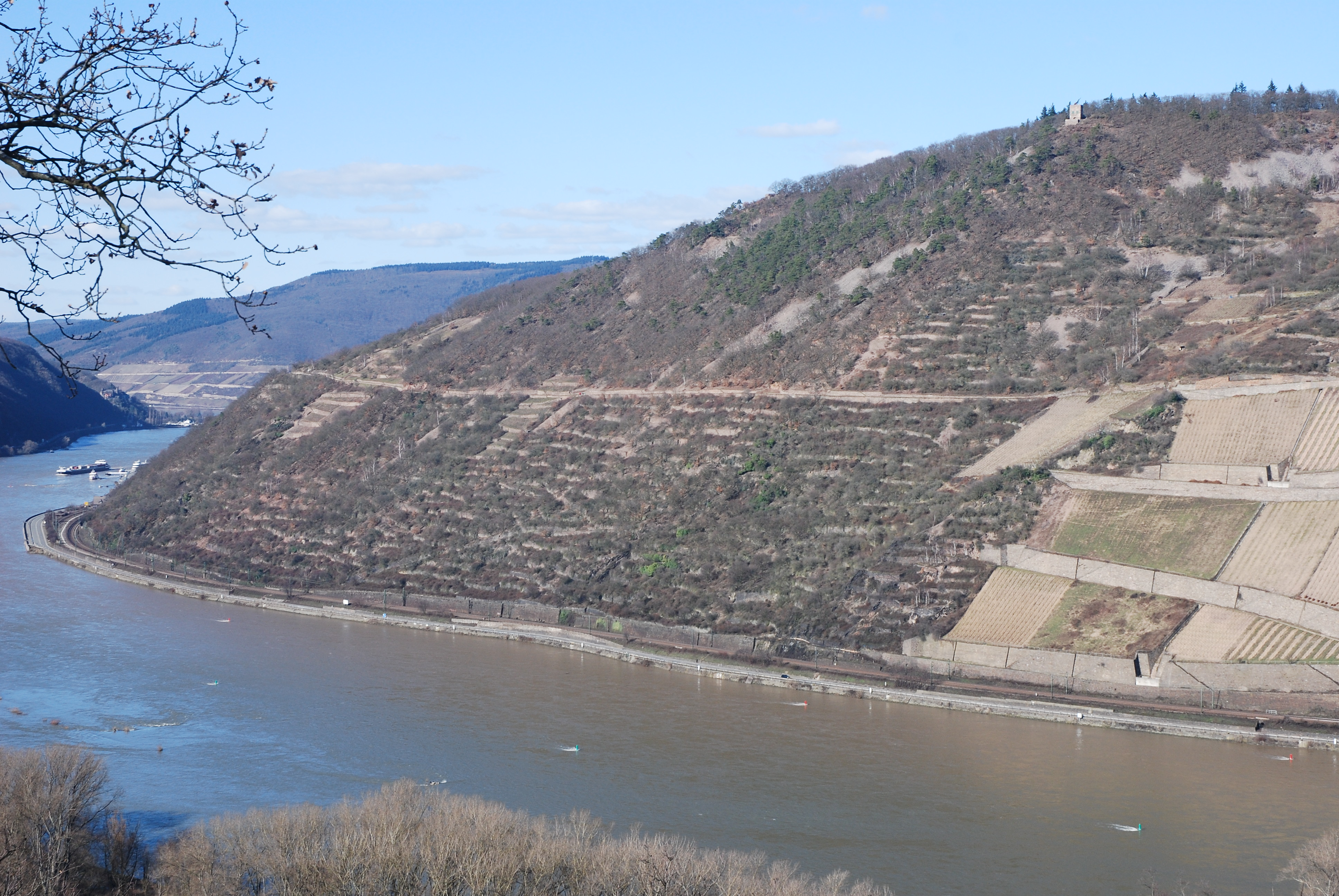
Terasovité vinice na Rýně

Terasovité pole je způsob úpravy členitého terénu, který usnadňuje jeho využití pro zemědělské účely. Na svazích kopců se budují stupňovité terasy, často zpevňované kamennými nebo cihlovými zídkami. Umožňují obdělávat i vyšší polohy, pomáhají zadržovat vláhu a snižují ztráty orné půdy způsobené erozí, kameny také mohou pomáhat akumulovat sluneční teplo. Pro pěstování rýže je nutná stojatá voda, která se udržuje na malých uměle zarovnaných pozemcích pomocí ohrádek.
Předkolumbovské civilizace v Andách pěstovaly kukuřici, brambory a merlík čilský na umělých plošinách andenes již ve 2. tisíciletí př. n. l., rýžová pole na terasách jsou charakteristickým prvkem kulturní krajiny jižní a východní Asie. Mezi Světové dědictví patří např. rýžové terasy filipínských Kordiller, rýžové terasy na Bali nebo oblast Cinque Terre na pobřeží Itálie, kde se na terasách pěstuje olivovník a réva vinná. Na Britských ostrovech se zachovaly náspy zvané lynchet, pocházející z doby železné, na Kavkaze budovali terasy příslušníci majkopské kultury, stupňovitá políčka Kanárských ostrovů jsou známá jako cadenas. K divům starověkého světa patřily okrasné visuté zahrady Semiramidiny v Babylónu.